# Canton de Nîmes-2
Le canton de Nîmes-2 est une division administrative du département du Gard, dans l'arrondissement de Nîmes.

## Histoire
Le canton de Nîmes-2 a été créé en 1801.
Un nouveau découpage territorial du Gard entre en vigueur à l'occasion des élections départementales de mars 2015, défini par le décret du 24 février 2014, en application des lois du 17 mai 2013 (loi organique 2013-402 et loi 2013-403). Les conseillers départementaux sont, à compter de ces élections, élus au scrutin majoritaire binominal mixte. Les électeurs de chaque canton élisent au Conseil départemental, nouvelle appellation du Conseil général, deux membres de sexe différent, qui se présentent en binôme de candidats. Les conseillers départementaux sont élus pour 6 ans au scrutin binominal majoritaire à deux tours, l'accès au second tour nécessitant 12,5 % des inscrits au 1er tour. En outre la totalité des conseillers départementaux est renouvelée. Ce nouveau mode de scrutin nécessite un redécoupage des cantons dont le nombre est divisé par deux avec arrondi à l'unité impaire supérieure si ce nombre n'est pas entier impair, assorti de conditions de seuils minimaux. Dans le Gard, le nombre de cantons passe ainsi de 46 à 23.
Le canton est entièrement inclus dans l'arrondissement de Nîmes. Le bureau centralisateur est situé à Nîmes.

## Administration

### Juges de paix
| Période | Période | Identité             | Fonction précédente                        | Observation |
| ------- | ------- | -------------------- | ------------------------------------------ | ----------- |
| 1819    | 1827    | Jean-Baptiste Estève |                                            | -           |
| 1827    | 1848    | Stanislas Garilhe    |                                            | -           |
| 1848    | 1854    | Arnal                |                                            | -           |
| 1854    | 1854    | Joseph Cotton        |                                            | -           |
| 1854    | 1870    | Thibon               | Juge de paix du canton de Bagnols-sur-Cèze | -           |
| 1870    | 1884    | Édouard Drouot       | Juge suppléant au tribunal civil de Nîmes  | -           |
| 1884    | 1886    | Émile Liénard        | Juge de paix du canton de Montluçon-Est    | -           |
| 1886    | 1904    | Louis Dumeny         | Juge suppléant au tribunal civil de Nîmes  | -           |

### Conseillers d'arrondissement
| Période                                  | Période | Identité            | Étiquette              | Qualité                                                             |
| ---------------------------------------- | ------- | ------------------- | ---------------------- | ------------------------------------------------------------------- |
| 1833                                     | 1836    | Jean Rigot père     |                        | Négociant à Nîmes                                                   |
| 1836                                     | 1848    | Pierre Curnier      |                        | Négociant                                                           |
| 1848                                     | 1852    | Arthus de Cabrières |                        | Avocat et propriétaire à Nîmes                                      |
| 1852                                     | 1864    | Ulysse Donzel       |                        | Avocat, ancien notaire à Nîmes                                      |
| 1864                                     | 1870    | Philippe Vitalis    |                        | Conseiller à la Cour Impériale de Nîmes                             |
| 1870                                     | 1871    | Ulysse Donzel       |                        | Avocat                                                              |
| 1871                                     | 1883    | Prosper de Gorsse   | Légitimiste            | Avocat, adjoint au maire de Nîmes                                   |
| 1883                                     | 1889    | Édouard Rebuffat    |                        | Pharmacien                                                          |
| 1889                                     | 1895    | Fernand Verdier     | Conservateur           | Avocat, magistrat, membre de l'Académie de Nîmes                    |
| 1895                                     | 1898    | Marius Barison      | Conservateur           | Représentant de commerce                                            |
| 1898                                     | 1904    | Baptiste Dubois     | Conservateur royaliste | Maire de Bellegarde                                                 |
| 1904                                     | 1910    | Auguste Pastret     | Radical                | Conseiller municipal de Nîmes                                       |
| 1910                                     | 1919    | Élie Castan         | SFIO                   | Ouvrier galochier, maire de Nîmes (1914-1919)                       |
| 1919                                     | 1928    | Louis Chalavet      | Radical-socialiste     | Peintre à Nîmes, Président de l'association des familles nombreuses |
| 1928                                     | 1940    | Claude Barbier      | SFIO                   | Retraité à Nîmes                                                    |
| Les données manquantes sont à compléter. |         |                     |                        |                                                                     |

### Conseillers généraux
| Période                                  | Période           | Identité                                   | Étiquette              | Qualité |
| ---------------------------------------- | ----------------- | ------------------------------------------ | ---------------------- | --- |
| 1833                                     | 1839              | Isidore de Chastellier                     | Majorité ministérielle | Ancien lieutenant de vaisseau, ancien maire de Nîmes (1825) Député (1827-1837), propriétaire à Nîmes                                                              |
| 1839                                     | 1842 (décès)      | Barthélemy Gonnet (1790-1842)              |                        | Procureur général à la Cour royale de Nîmes |
| 1843                                     | 1852              | Alphonse Boyer (1799-1866)                 | Légitimiste            | Avocat, conseiller municipal de Nîmes Capitaine dans la Garde Nationale Président du Conseil Général                                                              |
| 1852                                     | 1856 (démission)  | Numa Baragnon                              | Bonapartiste           | Député (1854-1857) Nommé Préfet de l'Aveyron en 1856 |
| 1856                                     | 1864 (décès)      | Charles de Sibert de Cornillon             |                        | Membre du Conseil d'État |
| 1864                                     | 1871 (décès)      | Jean Louis Marie Ladislas Walsin-Esterhazy |                        | Général de division en retraite |
| 1871                                     | 1883              | David Bézard                               | Droite légitimiste     | Commerçant et propriétaire à Nîmes |
| 1883                                     | 1901              | Fernand Daudet (1852-1932)                 | Conservateur           | Avocat à la Cour d'appel de Nîmes |
| 1901                                     | 1904 (décès)      | Henri Casimir Bertrand (1829-1904)         | Nationaliste           | Général de division en retraite |
| 1904                                     | 1913              | Josias Paut                                | Rad.                   | Professeur de lycée Maire de Nîmes (1919-1925) |
| 1913                                     | 1919              | Henri Dugas                                | Droite                 | Avocat à la Cour d'appel de Nîmes Conseiller municipal de Nîmes                                                                                                   |
| 1919                                     | 1925              | Albin Louis Pujolas                        | Rad.                   | Journaliste, adjoint au Maire de Nîmes |
| 1925                                     | 1937              | Louis Bieau                                | SFIO                   | Receveur des hospices à Nîmes Secrétaire fédéral de la SFIO |
| 1937                                     | 1940              | Louis Bernard                              | PC-SFIC                | Horticulteur, conseiller municipal de Nîmes |
|                                          |                   |                                            |                        | |
| 1945                                     | 1960 (annulation) | André Marquès (1897-1968)                  | PCF                    | Ouvrier des lignes PTT Conseiller municipal de Nîmes |
| 12 mars 1961                             | 1976              | Paul Tondut                                | UNR puis UDR           | Préparateur en pharmacie Adjoint au maire de Nîmes Suppléant du député Pierre Gamel (1958-1966) Député de la 1re circonscription du Gard (1966-1967 et 1968-1973) |
| 1976                                     | 1983 (annulation) | Ismaël Testanière                          | PCF                    | Adjoint au maire de Nîmes, délégué à Courbessac |
| 1983                                     | 1988              | Gilbert Raynal                             | UDF                    | Adjoint au maire de Nîmes |
| 1988                                     | 1999 (décès)      | Émile Jourdan                              | PCF                    | Ancien mineur Député (1973-1986) maire de Nîmes (1965-1983) |
| 1999                                     | 2001              | Alain Jourdan (fils du précédent)          | PCF                    | Professeur à Nîmes |
| 2001                                     | 2008              | Joëlle Pellissier                          | UDF                    | Orthophoniste Adjointe au maire de Nîmes (2001-2008) Députée suppléante de la 2e circonscription du Gard (2002-2007)                                              |
| 2008                                     | 2015              | Thierry Procida                            | UDI-NC                 | Chef d'entreprise Conseiller municipal (2008-2014) puis adjoint au maire de Nîmes (depuis 2014) Elu en 2015 dans le Canton de Nîmes-1                             |
| Les données manquantes sont à compléter. |                   |                                            |                        | |

Depuis 2012, le canton fait partie de la sixième circonscription du Gard.

### Conseillers départementaux
| Période élective | Période élective | Mandat | Mandat   | Identité         | Nuance | Nuance | Qualité |
| ---------------- | ---------------- | ------ | -------- | ---------------- | ------ | ------ | --- |
| 2015             | 2021             | 2015   | 2021     | Christian Bastid |        | PCF    | Employé du secteur privé Vice-président du Conseil départemental depuis 2015 Délégué à l'habitat et au suivi de l'ANRU Président du groupe PCF au conseil départemental Conseiller municipal de Nîmes Ancien conseiller général du Canton de Nîmes-3 |
| 2015             | 2021             | 2015   | 2021     | Amal Couvreur    |        | DVG    | Assistante sociale Vice-présidente du Conseil départemental depuis 2015 Déléguée aux contrats de ville et à la jeunesse |
| 2021             | 2028             | 2021   | en cours | Christian Bastid |        | PCF    | Président du groupe PCF au conseil départemental Conseiller municipal de Nîmes, Vice-président du conseil départemental chargé de l'habitat, du logement et du renouvellement urbain                                                                 |
| 2021             | 2028             | 2021   | en cours | Amal Couvreur    |        | DVG    | Conseillère régionale d'Occitanie (depuis 2021), Vice-Présidente du conseil départemental chargée de la politique de la ville |

### Résultats détaillés

#### Élections de mars 2015
À l'issue du 1er tour des élections départementales de 2015, trois binômes sont en ballottage : Christian Bastid et Amal Couvreur (PCF, 36,35 %), Laurence Gardet et Julien Gelly (FN, 34,67 %) et Rose Da Costa et Marc Taulelle (Union de la Droite, 28,98 %). Le taux de participation est de 47,17 % (9 172 votants sur 19 444 inscrits) contre 53,96 % au niveau départementalet 50,17 % au niveau national.
Au second tour, Christian Bastid et Amal Couvreur (PCF) sont élus avec 37,21 % des suffrages exprimés et un taux de participation de 51,21 % (3 608 voix pour 9 993 votants et 19 515 inscrits).
Amal Couvreur est membre du groupe "Socialistes et apparentés".

#### Élections de juin 2021
Le premier tour des élections départementales de 2021 est marqué par un très faible taux de participation (33,26 % au niveau national). Dans le canton de Nîmes-2, ce taux de participation est de 25,11 % (4 979 votants sur 19 832 inscrits) contre 33,46 % au niveau départemental. À l'issue de ce premier tour, deux binômes sont en ballottage : Christian Bastid et Amal Couvreur (Union à gauche avec des écologistes, 44,18 %) et Laurence Gardet et Yoann Gillet (RN, 31,11 %).
Le second tour des élections est marqué une nouvelle fois par une abstention massive équivalente au premier tour. Les taux de participation sont de 34,36 % au niveau national, 34,93 % dans le département et 27,31 % dans le canton de Nîmes-2. Christian Bastid et Amal Couvreur (Union à gauche avec des écologistes) sont élus avec 61,29 % des suffrages exprimés (3 114 voix pour 5 419 votants et 19 843 inscrits),,. 

## Composition

### Composition avant 2015

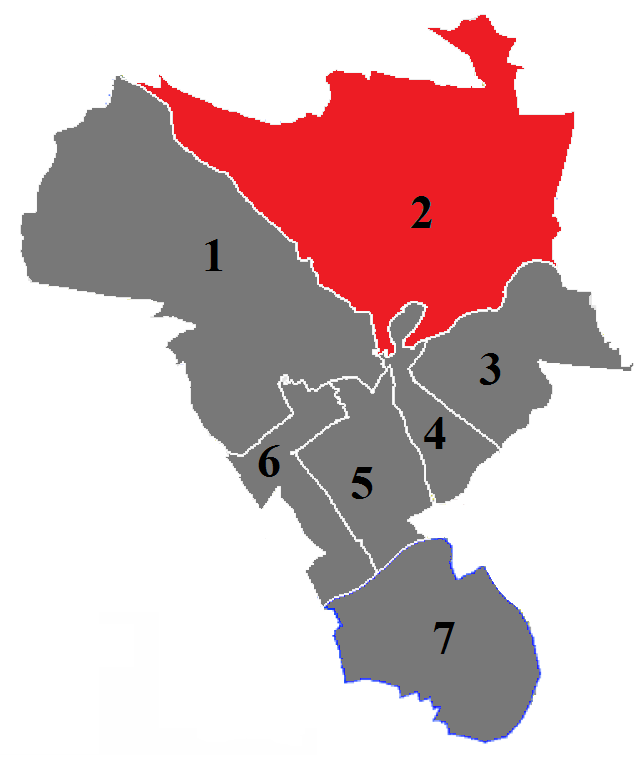
Situation du canton de Nîmes-2 dans le département du Gard avant 2015.

Le canton était composé d’une fraction de la commune de Nîmes. Il incluait les quartiers suivants :
- Écusson (partie nord) ;
- Vauban ;
- La Croix-de-Fer ;
- Richelieu ;
- Hoche-Sernam ;
- Route d’Uzès ;
- Le Creux de l’Assemblée ;
- Le Rendez-Vous ;
- Ventabren ;
- La Planète  ;
- Russan-Terres de Rouvière ;
- Courbessac ;
- Mas de Mingue ;
- La Gazelle ;
- Camp des Garrigues.

### Composition à partir de 2015
| Nom                           | Code Insee | Intercommunalité   | Superficie (km2) | Population (dernière pop. légale)                 | Densité (hab./km2) | Modifier                                    |
| ----------------------------- | ---------- | ------------------ | ---------------- | ------------------------------------------------- | ------------------ | ------------------------------------------- |
| Nîmes (bureau centralisateur) | 30189      | CA Nîmes Métropole | 161,85           | Fraction : 37 721 (2022) Commune : 150 444 (2022) | 930                | modifier les données · modifier les données |
| Canton de Nîmes-2             | 3011       |                    |                  | 37 721 (2022)                                     |                    | modifier les données                        |

Le nouveau canton de Nîmes-2 comprend comprend la partie de la commune de Nîmes située à l'est d'une ligne définie par l'axe des voies et limites suivantes : depuis la limite territoriale de la commune de Sainte-Anastasie, route d'Uzès, chemin de la Calmette, chemin de Font-Baumettes, chemin du Puits-de-Brunel, rue des Trois-Ponts, route d'Uzès, rue Ambroise-Croizat, rue Pitot-Prolongée, rue Pitot, ligne de chemin de fer, impasse Demians, rue Demians, rue des Trois-Fontaines, rue de la Garrigue, rue de l'Enclos-Rey, rue de la Poudrière, avenue du Mont-Duplan, rue Vincent-Faïta, boulevard Étienne-Saintenac, place de la Division-Daguet, boulevard Gambetta, boulevard de l'Amiral-Courbet, place Gabriel-Péri, rue Pierre-Semard, rue de Beaucaire, route de Beaucaire, rond-point Rishon-le-Zion, boulevard du Président-Salvador-Allende, rond-point Haroun-Tazieff, rue Cristino-Garcia, cours d'eau, autoroute A 9, route de Beaucaire, jusqu'à la limite territoriale de la commune de Rodilhan.

## Patrimoine

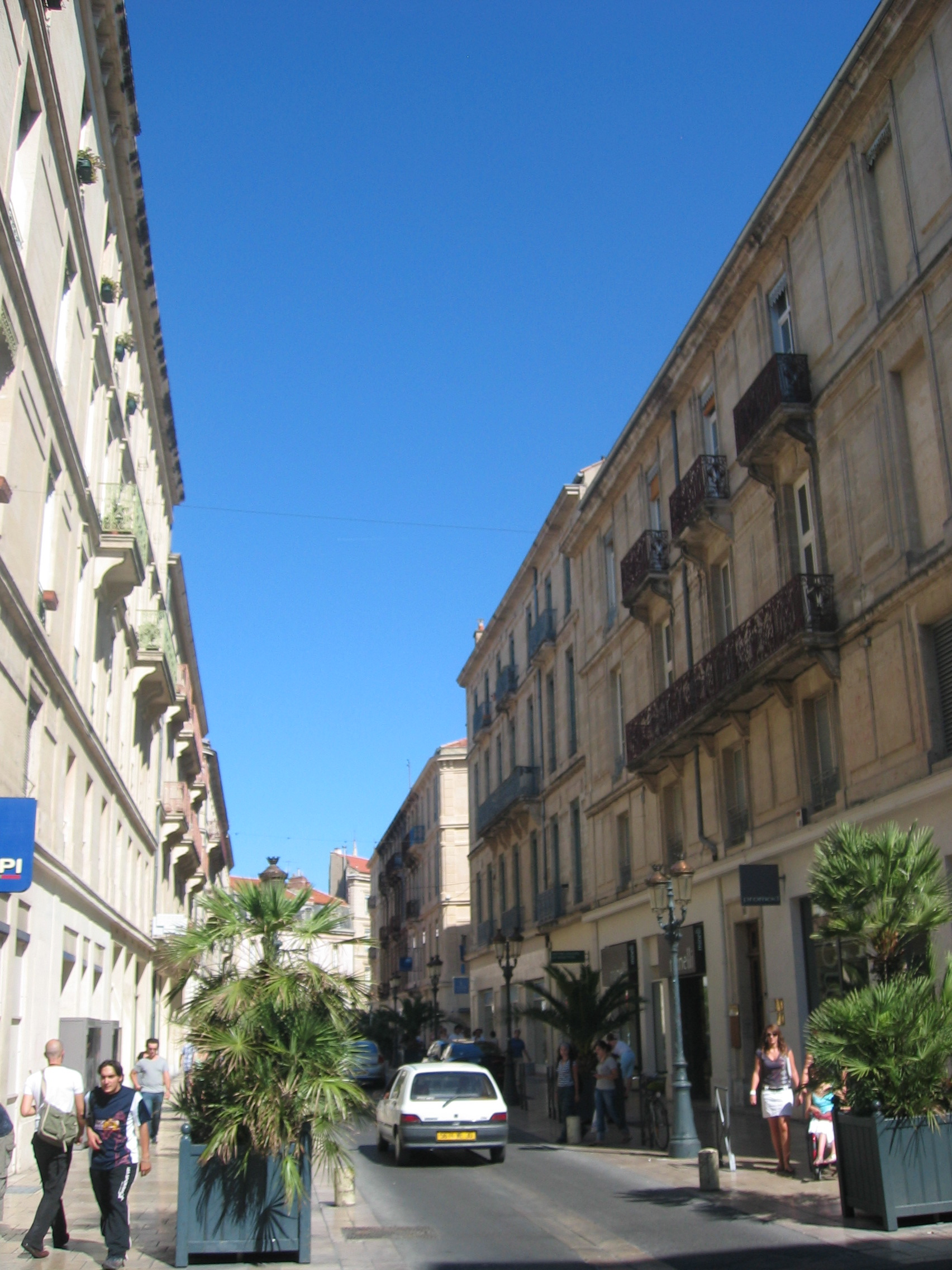
La rue du Général-Perrier dans le centre de Nîmes

## Démographie

### Démographie avant 2015
| 1962 | 1968 | 1975 | 1982 | 1990   | 1999   | 2006   | 2011   | 2012   |
| ---- | ---- | ---- | ---- | ------ | ------ | ------ | ------ | ------ |
| -    | -    | -    | -    | 27 717 | 27 712 | 29 961 | 30 346 | 30 179 |

### Démographie depuis 2015
En 2022, le canton comptait 37 721 habitants, en évolution de −0,36 % par rapport à 2016 (Gard : +2,97 %, France hors Mayotte : +2,11 %).
| 2013   | 2018   | 2022   |
| ------ | ------ | ------ |
| 37 090 | 37 289 | 37 721 |